# فيكتور غارسيا
فيكتور غارسيا (بالإسبانية: Víctor Hugo García)‏ (11 يونيو 1994 فنزويلا - ) هو لاعب كرة قدم فنزويلي يلعب كلاعب وسط.

## روابط خارجية
- فيكتور غارسيا على موقع قاعدة بيانات كرة القدم.إي يو (الإنجليزية)
- فيكتور غارسيا على موقع ناشيونال فوتبول تيمز (الإنجليزية)
- فيكتور غارسيا على موقع Soccerway.com (الإنجليزية)
- فيكتور غارسيا على موقع AS.com (الإسبانية)